# Chaerilus hofereki
Espèce
Chaerilus hofereki est une espèce de scorpions de la famille des Chaerilidae.

## Distribution
Cette espèce est endémique de la province de Bình Thuận au Viêt Nam. Elle se rencontre vers Phan Thiết.

## Description
Le mâle holotype mesure 30,5 mm et la femelle paratype 31 mm.

## Étymologie
Cette espèce est nommée en l'honneur de David Hoferek.

## Publication originale
- Kovařík, Král, Kořínková & Lerma, 2014 : Chaerilus hofereki sp. n. from Vietnam (Scorpiones: Chaerilidae). Euscorpius, no 189, p. 1–9 (texte intégral).